# Łucja Matuszewska
Łucja Matuszewska (ur. 11 grudnia 1919 w Bieczu, zm. 2 sierpnia 2004) – polska chemiczka, posłanka na Sejm PRL III i IV kadencji.

## Życiorys
W 1937 ukończyła Gimnazjum im. Juliusza Słowackiego w Warszawie i rozpoczęła studia na Wydziale Chemicznym Politechniki Warszawskiej. W czasie okupacji niemieckiej kontynuowała studia w tajnym nauczaniu, ukończyła również Państwową Wyższą Szkołę Techniczną. Uczyła jednocześnie młodzież, pracowała w Państwowym Zakładzie Higieny i w firmie Wn-Be. Od 1945 zatrudniona w Zakładach Przemysłu Azotowego im. Pawła Findera w Chorzowie. W 1946 zdała egzamin magisterski na Wydziale Chemicznym Politechniki Warszawskiej, a w latach 1952–1958, gdy laboratorium chemiczne zakładów azotowych zostało przekształcone w Instytut Syntezy Chemicznej, pełniła w nim funkcję adiunkta. Później została kierownikiem pracowni w laboratorium badawczym. Była współtwórczynią wynalazku Sposób wytwarzania podtlenku azotu.
W  1961 i 1965 uzyskiwała mandat posła na Sejm PRL w okręgu Chorzów, przez dwie kadencje zasiadała w Komisji Przemysłu Ciężkiego, Chemicznego i Górnictwa.
Odznaczona Złotym Krzyżem Zasługi. Została pochowana na cmentarzu parafialnym w Chorzowie.